# Хенеф (Зиг)
Хенеф (њем. Hennef) град је у њемачкој савезној држави Северна Рајна-Вестфалија. Једно је од 19 општинских средишта округа Рајн-Зиг. Према процјени из 2010. у граду је живјело 45.669 становника. Посједује регионалну шифру (AGS) 5382020, NUTS (DEA2C) и LOCODE (DE HEF) код.

## Географски и демографски подаци
Хенеф се налази у савезној држави Северна Рајна-Вестфалија у округу Рајн-Зиг. Град се налази на надморској висини од 68 метара. Површина општине износи 105,9 km². У самом граду је, према процјени из 2010. године, живјело 45.669 становника. Просјечна густина становништва износи 431 становника/km².

## Међународна сарадња
| Мјесто  | Држава               | Врста сарадње | Од    |
| ------- | -------------------- | ------------- | ----- |
|         | Француска            | партнерство   | 1997. |
|         | Пољска               | партнерство   | 2001. |
| Банбери | Уједињено Краљевство | партнерство   | 1981. |
| Извор   |                      |               |       |